# 中山东路街道 (贵阳市)
中山东路街道，是中华人民共和国贵州省貴陽市云岩区一个已撤销的街道办事处。
2012年前，下辖：民生路社区、电台街社区、东新路社区、莲花坡社区、警苑社区、宝山北路社区、东山路社区、达兴社区和王家桥社区。2012年8月14日，贵阳市人民政府通知决定撤销49个街道办事处，设立90个社区服务中心。